# Univers
|  | Per a altres significats, vegeu «Univers (lletra tipogràfica)». |

L'Univers és el conjunt de tot l'espai i el temps, així com el seu contingut, incloent-hi els planetes, els estels, les galàxies i totes les altres formes de matèria i energia. Malgrat que es desconeix la mida total de l'Univers, es pot mesurar la mida de l'univers observable, que es calcula que té un diàmetre de 93.000 milions d'anys llum. En les teories del multivers, «un univers» és cadascuna de les parts independents i sense relació de causalitat que conformen un multivers, que abasta tot l'espai i el temps, juntament amb el seu contingut. En aquest context, «el multivers» i «l'Univers» tenen el mateix significat.
Els primers models cosmològics, concebuts per filòsofs grecs i indis, eren geocèntrics, és a dir, situaven la Terra al centre de l'Univers. La millora de la precisió de les observacions astronòmiques amb el pas dels segles permeté a Nicolau Copèrnic fer el pas a un model heliocèntric, en el qual el Sol ocupa el centre del sistema solar. La llei de la gravitació universal d'Isaac Newton es basa en l'obra de Copèrnic, les lleis del moviment dels planetes de Johannes Kepler i les observacions de Tycho Brahe.
Els avenços constants en les observacions revelaren que el Sol només és un dels centenars de milers de milions d'estels que hi ha a la Via Làctia, que forma l'Univers juntament amb centenars de milers de milions d'altres galàxies.
Diversos experiments i observacions suggereixen que l'Univers ha estat governat per les mateixes lleis físiques i constants en tota la seva extensió i temps d'existència. La força dominant en distàncies cosmològiques és la gravetat, que funciona segons la relativitat general, actualment considerada la teoria més acurada de la gravitació. L'Univers té almenys tres dimensions d'espai i una de temps. L'existència de dimensions addicionals ha estat suggerida teòricament.
El mot univers defineix gairebé sempre el tot. Amb tot i això, una definició alternativa d'«univers» suggereix que hi ha diversos universos no connectats entre si i que en conjunt formarien la totalitat de l'existència, que s'anomenaria multiunivers. Per exemple, la teoria de la bombolla universal, una esfera que cobreix tots els universos, diu que hi ha infinites varietats d'universos, cadascun amb diferents constant físiques.
Al llarg de la història, hom ha proposat diverses cosmologies, fruit de l'observació de l'Univers. La primera prové de l'antiga Grècia, que proposava que l'Univers és contingut en un espai infinit que ha existit eternament i que conté un únic conjunt d'esferes concèntriques de mida finita -corresponent als estels fixos, el Sol i els diversos planetes- girant al voltant d'una Terra esfèrica i immòbil. Al llarg dels segles, observacions més precises i teories millorades de la gravetat van dur a la teoria de copernicana, el model heliocèntric i al model newtonià del sistema solar. Noves investigacions en astronomia van dur a la caracterització de la Via Làctia, i al descobriment d'altres galàxies. L'estudi de la distribució d'aquestes galàxies i llurs línies espectrals ha significat molt per a la cosmologia moderna.

## Models històrics
S'han proposat molts models de cosmos (cosmologies) i d'orígens d'aquest cosmos (cosmogonies), basant-se en les dades disponibles en aquell moment. Històricament, les cosmologies i les cosmogonies es basaven en narratives de déus que actuaven de diverses maneres. Els grecs i els indis foren els primers de proposar models d'un univers impersonal governat per lleis físiques. Al llarg dels segles, les millores en les observacions astronòmiques i les teories del moviment i la gravitació varen conduir a descripcions més acurades de l'Univers. L'era moderna de la cosmologia va començar amb la teoria general de la relativitat d'Einstein de 1915, que va fer possible de predir quantitativament l'origen, evolució i conclusió de l'Univers com un tot. Més modernament, els models acceptats de cosmologia es basen en la relativitat general i, més específicament en el predit big-bang; tanmateix, encara calen mesures més precises per determinar quin és el model correcte.

### Mites de la creació

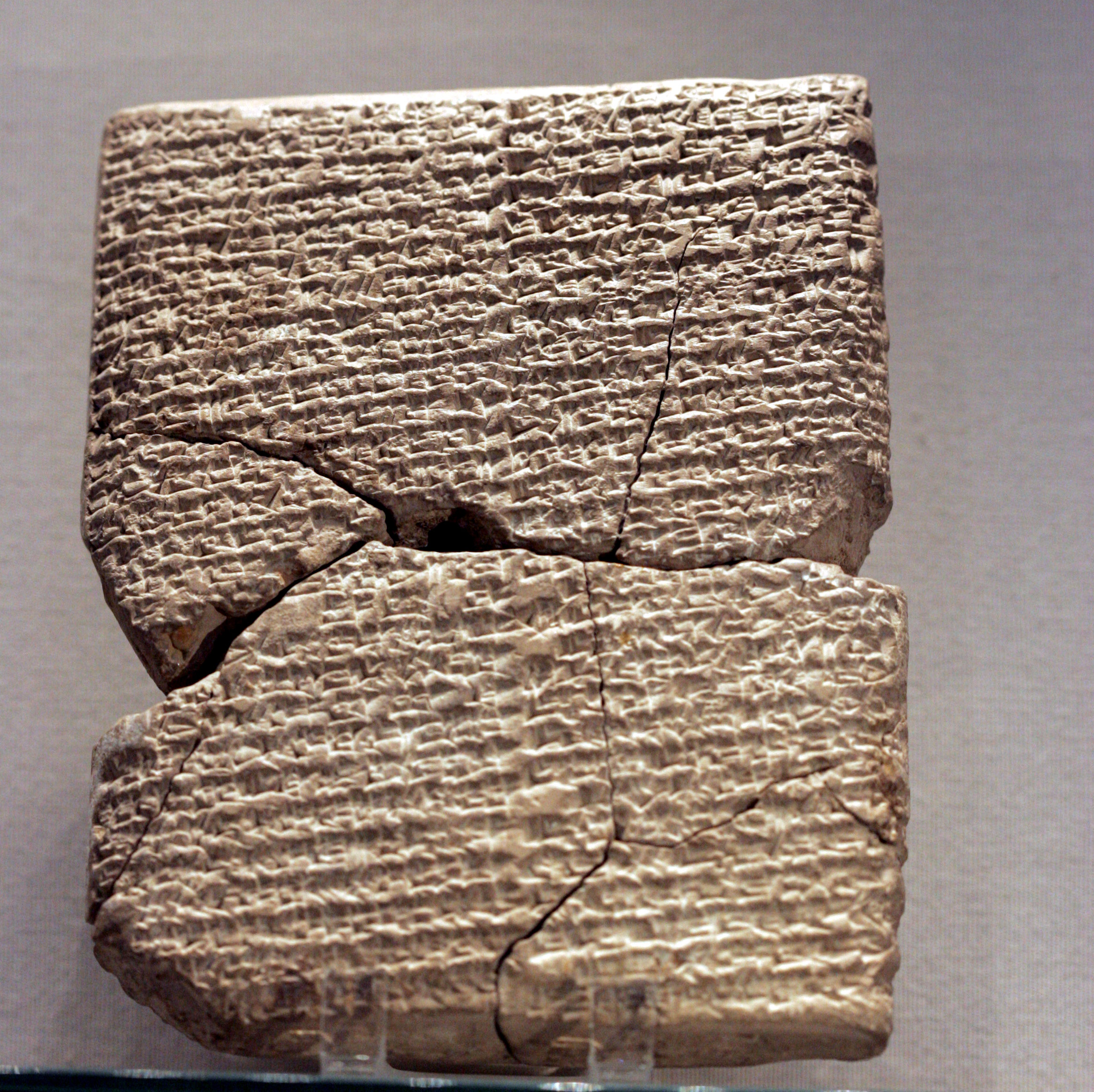
Registre sumeri sobre la dea de la creació Nammu, la precursora de la dea síria Tiamat; possiblement, el mite de la creació més antic que ha sobreviscut

Moltes cultures tenen històries que descriuen l'origen del món, que poden ser agrupades en diferents tipus. En un tipus d'històries, el món neix a partir d'un ou còsmic; entre aquesta mena d'històries, hi ha el poema èpic finès Kalevala, la història xinesa de Pangu o la història índia de Brahmanda Purana. En moltes històries, la creació emana d'una entitat que l'excreta, com en el concepte d'Adi-Buddha del budisme tibetà, la història grega de Gaia (Mare Terra), la dea asteca Coatlicue o el déu Atum de l'antic Egipte. En altres històries, el món és creat de la unió d'un parell de deïtats masculina i femenina, com en el mite maorí de Rangi i Papa. En altres històries, l'Univers és creat a partir de materials preexistents, com el cos d'un déu mort -com per exemple Tiamat en el poema èpic babilònic Enuma Elish o el gegant Ymir en la mitologia nòrdica– o de materials caòtics, com passa amb Izanagi i Izanami en la mitologia japonesa. En altres tipus d'històries mitològiques, el món és creat per ordre d'una divinitat, com en la història egípcia de Ptah o el mite bíblic del Gènesi. En altres històries, l'Univers emana de principis fonamentals com el Brahman i el Prakrti, o el yin i el yang del Tao.

### Models filosòfics
Els models filosòfics més antics coneguts de l'Univers es troben en els Vedes, els primers texts de la filosofia índia i hindú que daten de finals del segon mil·lenni aC. Descriuen la cosmologia hindú segons la qual l'Univers pateix cicles repetitius de creació, destrucció i renaixement, i té cada cicle uns 4.320.000 anys. L'antiga filosofia hinduista i budista també va desenvolupar el mite de la distinció dels cinc elements clàssics: Vayu (aire), Ap (aigua), Agni (foc), Prithvi/Bhumi (terra) i Akasha (èter). En el segle vi aC, Kanada, fundador de l'escola Vaisheshika, va desenvolupar el model de l'atomisme i va proposar que la llum i el calor eren varietats de la mateixa substància. En el segle v aC, el filòsof atomista budista Dignāga va proposar que l'àtom era un punt fet d'energia duradora. Negava l'existència de matèria substancial i va proposar que el moviment consistia en flaixos momentanis de corrents d'energia.
Des del segle vi aC, els filòsofs presocràtics varen desenvolupar els primers models coneguts de l'Univers del món occidental. Els primers filòsofs grecs varen percebre que les aparences poden ser enganyoses i varen provar d'estudiar la realitat subjacent darrere les aparences. En particular, es varen adonar de l'habilitat de la matèria per canviar de formes (p. ex., gel-aigua-vapor d'aigua) i diversos filòsofs varen proposar que tots els aparents materials diferents del món (fusta, metall, etc.) eren tots diferents manifestacions d'un mateix material, l'arque. El primer a fer-ho va ser Tales, que va anomenar aigua aquest material. Més tard, Anaxímenes el va anomenar aire, i va deixar escrit que hi ha d'haver diferents forces atractives i repulsives que fan que l'arkhé es condensi o disgregui en diferents formes. Empèdocles va proposar que els materials fonamentals eren necessaris per a explicar la diversitat de l'Univers i va proposar que tots els quatre elements clàssics (terra, aire, foc i aigua) existien, encara que en diferents formes i combinacions. Aquest model de quatre elements va ser adoptat per diversos dels filòsofs posteriors. Alguns filòsofs d'abans d'Empèdocles advocaven menys qüestions materials de l'arkhé; Heràclit argüia per un logos, Pitàgores creia que l'existència estava composta de nombres, mentre que l'estudiant de Tales, Anaximandre, va proposar que tot estava compost d'una substància caòtica anomenada apeiron, que més o menys es correspon amb el concepte modern d'escuma quàntica. El model de l'apeiron va patir diverses modificacions, i fou la més notable la d'Anaxàgores, que proposava que les diverses matèries del món eren el resultat d'apeirons de rotació ràpida, posats en moviment pel principi de nous ('ment'). Encara altres filòsofs —en destaquen Leucip i Demòcrit— varen proposar que l'Univers estava compost d'àtoms individuals movent-se a través d'espai buit; Aristòtil es va oposar a aquest punt de vista («La natura avorreix el buit») sobre la base que la resistència al moviment augmenta amb la densitat; per tant, l'espai buit no hauria d'oferir resistència al moviment, obrint les portes a una velocitat infinita.

## Evolució

### Teoria sobre l'origen i la formació de l'Univers (big-bang)
El fet que l'Univers estigui en expansió es deriva de les observacions del desplaçament cap al roig fetes a la dècada de 1920 i que es quantifiquen per la llei de Hubble. Aquestes observacions són la predicció experimental del model Friedmann-Lemaître-Robertson-Walker, que és una solució de les equacions de camp d'Einstein de la relativitat general, que prediuen l'inici de l'Univers mitjançant un big-bang.
El desplaçament cap al roig es refereix al fet que els astrònoms han observat que hi ha una relació directa entre la distància a un objecte remot (com una galàxia) i la velocitat amb què s'està allunyant. En canvi, si aquesta expansió ha estat contínua en tota l'edat de l'Univers, llavors en el passat aquests objectes distants que continuen allunyant-se van haver d'estar una vegada junts. Aquesta idea dona peu a la teoria del big-bang; el model dominant en la cosmologia actual.

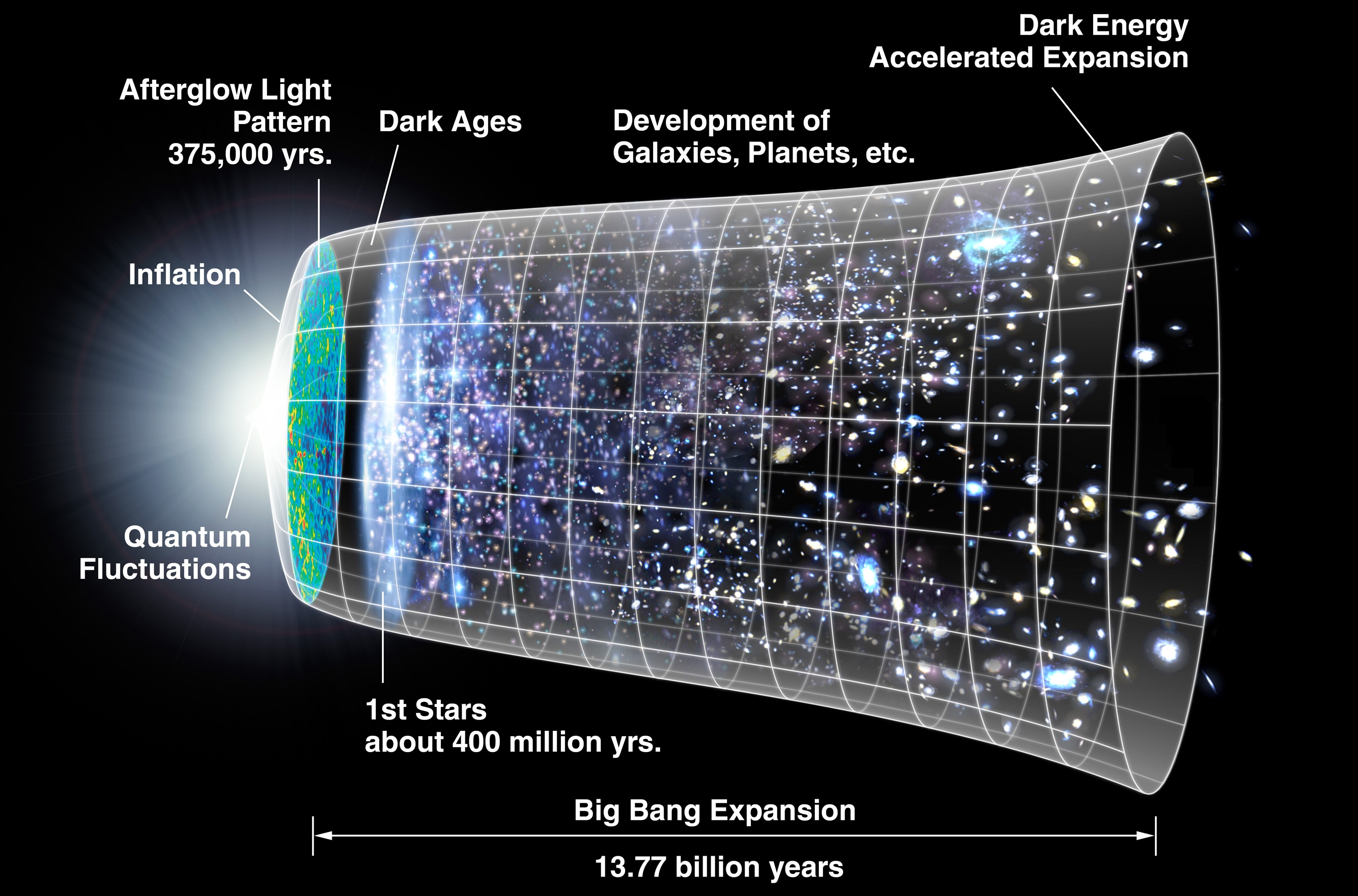
Model prevalent de l'origen i expansió de l'espaitemps i el que conté (cliqueu en la imatge per veure-ho millor)

Durant l'era més primerenca del big-bang, es creu que l'Univers era un calent i dens plasma. A mesura que anava avançant l'expansió, la temperatura anava caient a ritme constant, fins al punt en què els àtoms es van poder formar. En aquella època, l'energia de fons es desacoblava de la matèria i va ser lliure de viatjar a través de l'espai. L'energia sobrant va continuar refredant-se a mesura que s'expandia l'Univers i avui forma el fons còsmic de microones. Aquesta radiació de fons és remarcablement uniforme en totes direccions, circumstància que els cosmòlegs han intentat explicar com a reflex d'un període d'hora d'inflació còsmica després del big-bang.
L'examen de les petites variacions en el fons de radiació de microones proporciona informació sobre la naturalesa de l'Univers , incloent-hi l'edat i la composició. L'edat de l'Univers des del big-bang, d'acord amb la informació actual proporcionada pel WMAP de la NASA, s'estima en uns 13.700 milions d'anys, amb un marge d'error d'un 1% (137 milions d'anys). Altres mètodes d'estimació ofereixen diferents rangs d'edat, des d'11.000 milions a 20.000 milions. En el llibre del 1977 Els primers tres minuts de l'Univers, el Premi Nobel Steven Weinberg mostra la física que va ocórrer just moments després del big-bang. Els descobriments addicionals i els refinaments de les teories van fer que l'actualitzés i reedités el 1993.

### Sopa primigènia
Fins fa poc, la primera centèsima de segon era més aviat un misteri, impedint a Weinberg i a altres descriure exactament com era l'Univers. Els nous experiments en l'RHIC, en el Brookhaven National Laboratory, han proporcionat als físics una llum en aquesta cortina d'alta energia, de tal manera que poden observar directament els tipus de comportament que podien haver tingut lloc en aquell instant.
En aquestes energies, els quarks que componen els protons i els neutrons no estaven junts, i una barreja densa supercalenta de quarks i gluons, amb alguns electrons, era tot el que podia existir en els microsegons anteriors que es refredessin prou per formar el tipus de partícules de matèria que observem avui en dia.

### Protogalàxies
Els ràpids avenços sobre el que va passar després de l'existència de la matèria aporten molta informació sobre la formació de les galàxies. Es creu que les primeres galàxies eren febles «galàxies nanes», que emetien tanta radiació que separarien els àtoms gasosos dels seus electrons. Aquest gas, al seu torn, s'estava escalfant i expandint, i tenia la possibilitat d'obtenir la massa necessària per a formar les grans galàxies que coneixem avui.

### Destí final
El destí final de l'Univers té diversos models que expliquen el que succeirà en funció de diversos paràmetres i observacions. A continuació, s'expliquen els models fonamentals més acceptats:

#### Big Cruncho el gran col·lapse
És molt possible que l'immens cercle que envoltava les galàxies sigui una forma de matèria que resulta invisible des de la Terra. Aquesta matèria fosca potser constitueixi el 99% de tot el que hi ha a l'Univers.
La força gravitatòria de tota aquesta matèria potser podria cessar i invertir-se amb aquesta l'expansió; així, les galàxies començarien a retrocedir i amb el temps xocarien les unes contra les altres; la temperatura s'elevaria, i l'Univers es precipitaria cap a un destí catastròfic en el qual quedaria reduït novament a un punt.
Alguns físics han especulat que després es formaria un altre univers; en aquest cas, es repetiria el procés.
Avui en dia, aquesta hipòtesi sembla incorrecta, car a la llum de les últimes dades experimentals, l'Univers s'està expandint cada vegada més ràpid.

#### Big Ripo l'eterna expansió
El big rip, o teoria de l'eterna expansió, és una hipòtesi cosmològica sobre el destí de l'Univers. Aquest possible destí final de l'Univers depèn de la quantitat d'energia fosca que hi ha. Si l'Univers conté prou energia fosca, podria acabar en un esbocinament de tota la matèria.
El valor clau és w, la raó entre la pressió de l'energia fosca i la seva densitat energètica. A w <-1, l'Univers acabaria per ser destruït. Primer, les galàxies se separarien entre si, després la gravetat seria massa dèbil per mantenir integrada cada galàxia. Els sistemes planetaris perdrien la seva cohesió gravitatòria. En els últims minuts, es desbaratarien els estels i els planetes, i els àtoms serien destruïts.
Els autors d'aquesta hipòtesi calculen que la fi del temps passaria aproximadament 3,5×10¹⁰ anys després del big-bang, és a dir, d'aquí a 2,0 × 10¹⁰ anys.
Una modificació d'aquesta teoria, encara que poc acceptada, assegura que l'Univers continuaria la seva expansió sense provocar un big rip.

## Descripció física

### Mida
La mida de l'Univers és una qüestió oberta. De fet, encara no hi ha acord sobre si és finit o infinit. De tota manera, sí que es pot estimar la mida de l'univers observable, que és finit i consisteix en tot allò que podria haver afectat la Terra des del big-bang, tenint en compte la velocitat de la llum. Es calcula que l'univers observable podria ocupar un volum de 5 x 10³² anys llum cúbics, amb 7 x 1022 estels, organitzats en unes 10¹⁰ galàxies. Observacions recents amb el telescopi espacial Hubble indiquen que aquest nombre podria ser superior.
Normalment, les referències a l'Univers, tant per a afeccionats com per a professionals, solen fer referència per defecte a aquest univers observable o visible. De fet, en contradicció aparent amb les teories de Copèrnic, nosaltres estem situats al centre de l'univers observable. Això és així perquè l'univers visible és precisament tot allò que es troba a una certa distància de nosaltres, i que pot haver interaccionat amb nosaltres durant la història de l'Univers.

### Forma
Una pregunta important oberta en cosmologia és la forma de l'Univers. Matemàticament, quina 3-varietat representa millor la part espacial de l'Univers?
La primera, que si l'Univers és espacialment pla, es desconeix si les regles de la geometria euclidiana són vàlides a major escala (encara que es creu que no és pla l'Univers, però no es té res segur). Actualment, molts cosmòlegs creuen que l'univers observable està molt a prop de ser espacialment pla, amb arrugues locals en què els objectes massius distorsionin l'espaitemps, de la mateixa manera que la superfície del llac és gairebé plana. Aquesta opinió va ser reforçada per les últimes dades del WMAP, mirant cap a les «oscil·lacions acústiques» de les variacions de temperatura a la radiació de fons de microones.
Segon, es desconeix si l'Univers és múltiplement connex. L'Univers no té cotes espacials d'acord amb el model estàndard del big-bang, però no obstant això ha de ser espacialment finit (compacte). Això es pot comprendre utilitzant una analogia en dues dimensions: la superfície d'una esfera no té límit, però no té una àrea infinita. És una superfície de dues dimensions amb curvatura constant en una tercera dimensió. La 3-esfera és un equivalent en tres dimensions en la qual les tres dimensions estan constantment corbades en una quarta.
Si l'Univers fos compacte i sense cotes, seria possible, després de viatjar una distància suficient, tornar al punt de partida. Així, la llum de les estrelles i les galàxies podria passar a través de l'univers observable més d'una vegada. Si l'Univers fos múltiplement connex i prou petit (i d'una mida apropiada, tal vegada complex), aleshores possiblement es podria veure una o diverses vegades al voltant d'aquest en alguna (o totes) direccions. Encara que aquesta possibilitat no ha estat descartada, els resultats de les darreres investigacions de la radiació de fons de microones fan que això sembli improbable.

### Contingut

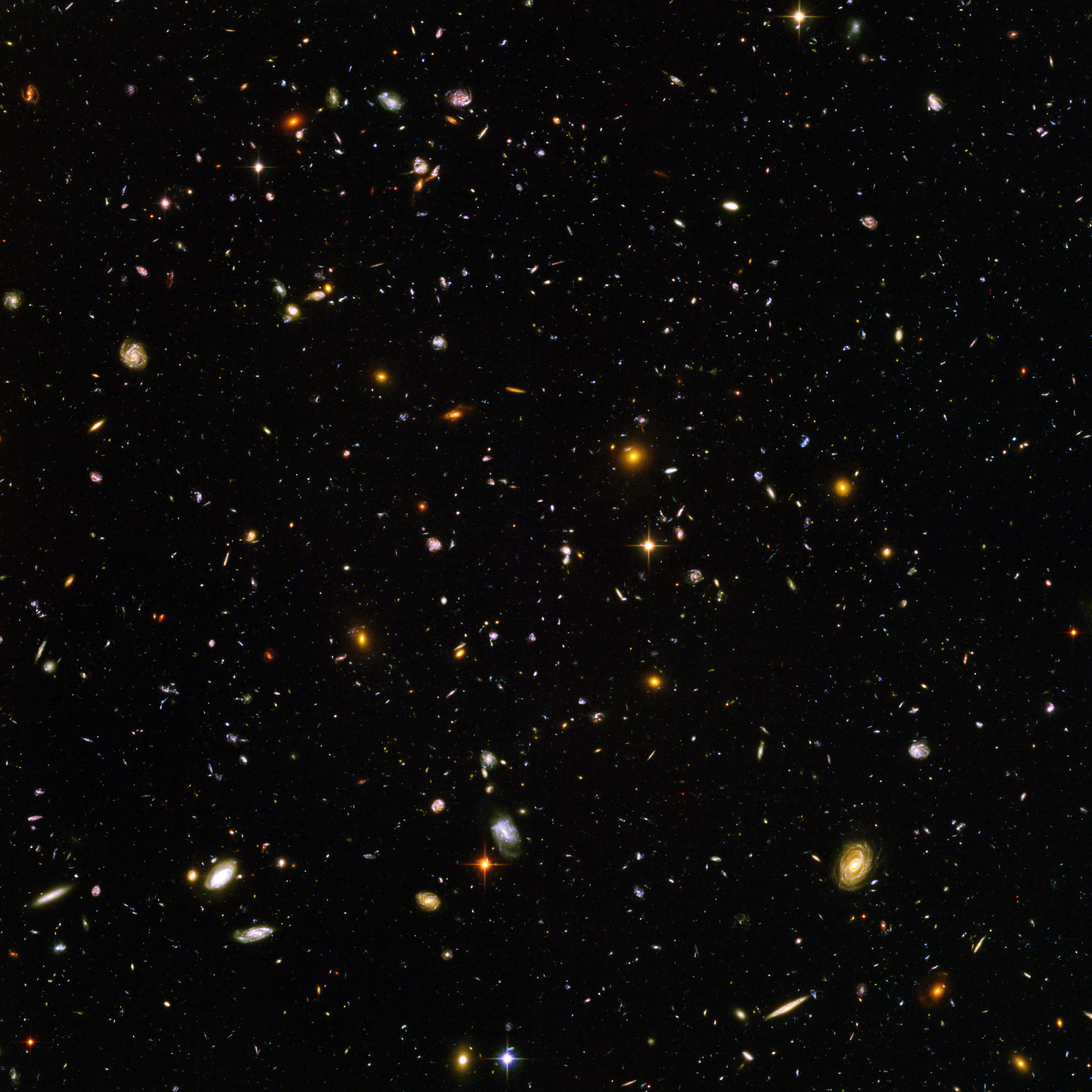
Camp ultraprofund del Hubble, imatge d'una petita regió del cel, a prop de la constel·lació del Forn. La llum de les galàxies més petites i més desplaçades cap al vermell es va originar fa aproximadament 13 mil milions d'anys

L'univers observable actual sembla tenir un espaitemps geomètricament pla, contenint una densitat massa-energia equivalent a 9,9 × 10-30 grams per centímetre cúbic. Els constituents primaris semblen consistir en un 73% d'energia fosca, 23% de matèria fosca freda i un 4% d'àtoms. Així, la densitat dels àtoms equivaldria a un nucli d'hidrogen senzill per cada quatre metres cúbics de volum. La naturalesa exacta de l'energia fosca i la matèria fosca freda continua sent un misteri. Actualment, s'especula que el neutrí (una partícula molt abundant en l'Univers) tingui, encara que mínima, una massa. En cas de comprovar-se aquest fet, podria significar que l'energia i la matèria fosca no existeixen.
Durant les primeres fases del big-bang, es creu que es van formar les mateixes quantitats de matèria i antimatèria. Matèria i antimatèria haurien d'eliminar-se mútuament en entrar en contacte, per la qual cosa l'actual existència de matèria (i l'absència d'antimatèria) suposa una violació de la simetria CP (vegeu violació CP), per la qual cosa pot ser que les partícules i les antipartícules no tinguin propietats exactament iguals o simètriques, o pot ser que simplement les lleis físiques que regeixen l'Univers afavoreixin la supervivència de la matèria davant l'antimatèria. En aquest mateix sentit, també s'ha suggerit que potser la matèria fosca sigui la causant de la bariogènesi en interaccionar de diferent manera amb la matèria que amb l'antimatèria.
Abans de la formació de les primeres estrelles, la composició química de l'Univers consistia primàriament en hidrogen (75% de la massa total), amb una quantitat menor d'heli-4 (4He) (24% de la massa total) i la resta d'altres elements. Una petita porció d'aquests elements estava en la forma de l'isòtop deuteri (²H), heli-3 (3He) i liti (7Li). Conseqüentment, la matèria interestel·lar de les galàxies ha estat enriquida sense parar per elements més pesants. Aquests s'han introduït com a resultat de les explosions de supernoves, els vents estel·lars i l'expulsió de la coberta exterior d'estrelles desenvolupades.
El big-bang va deixar darrere un flux de fons de fotons i neutrins. La temperatura de la radiació de fons ha minvat sense parar amb l'expansió de l'Univers i ara, fonamentalment, consisteix en l'energia de microones equivalent a una temperatura de 2,725 K. La densitat del fons de neutrins actual és sobre 150 per centímetre cúbic.

## Multiplicitat d'universos
Des d'un punt de vista metafísic, hi ha qui ha proposat que el nostre univers només és un d'una col·lecció d'universos independents o paral·lels que coexisteixen simultàniament, que tots plegats formarien un multivers. Com que no hi ha possibilitat científica de comprovar aquesta teoria, el principi de la navalla d'Occam aconsella mantenir la idea d'un sol univers. De fet, la idea dels universos paral·lels és popular sobretot en ciència-ficció.

## Etimologia
La paraula univers deriva de la paraula univers del frances antic, que al seu torn deriva de la paraula llatina universus, que significa "combinat en un".

### Sinònims
Un terme per a univers entre els filòsofs grecs antics a partir de Pitàgores va ser τὸ πᾶν (tò pân) 'tot', definit com tota la matèria i tot l'espai, i τὸ ὅλον (tò hólon) 'totes les coses', que no necessàriament incloïa el buit.Un altre sinònim era ὁ κόσμος (ho kósmos) que significa 'el món, el cosmos'.